# Initiatives pour un autre monde
Pour les articles homonymes, voir IPAM.
Le réseau Initiatives pour un autre monde (IPAM) est un groupement d'associations militant pour la solidarité internationale, dont le siège est à Paris.

## Présentation
Fortement impliqué dans la dynamique altermondialiste depuis le début des années 2000, IPAM a participé à tous les forums sociaux mondiaux et tous les forums sociaux européens ainsi qu'à de très nombreux forums sociaux locaux, animant des séminaires et ateliers sur des thématiques variées : droit à la ville, défense des services publics, solidarité avec la Palestine, avec l'Irak, avec la Tchétchénie, droits des minorités, droits des peuples, annulation de la dette des pays du Sud, régulation financière internationale, lutte contre la françafrique, etc. 
Il s'est donné une charte et fonctionne par le biais de groupes de travail, privilégiant le travail horizontal et en réseaux.

## Appartenances
IPAM est membre du CRID et membre fondateur d'ATTAC. Par l'intermédiaire de ses membres, le groupement participe aussi à de nombreux réseaux, plates-formes.
Quelques réseaux et plates-formes : plate-forme des ONG pour la Palestine, plate-forme Dette et développement, réseau ALTER-EU, réseau Seattle To Brussels, etc.

## Membres de l'IPAM
Les membres de l'IPAM sont au nombre de six :
- Association internationale de techniciens, experts et chercheurs (AITEC) ;
- Agence pour la solidarité internationale, la culture et le développement, AMORCES
- Assemblée européenne des citoyens (AEC), branche française du réseau Helsinki Citizens’ Assembly (hCa) ;
- Centre d’études et d’initiatives de solidarité internationale (CEDETIM) ;
- Centre de documentation sur le développement, les libertés et la paix, CEDIDELP ;
- Échanges et Partenariats, E&P.